# Sânnicoară (okręg Kluż)
Sânnicoară – wieś w Rumunii, w okręgu Kluż, w gminie Apahida. W 2011 roku liczyła 1927 mieszkańców.